# 福良港
福良港（ふくらこう）は鳴門海峡に面した淡路島の南端、兵庫県南あわじ市にある地方港湾である。管理者は兵庫県。
1985年（昭和60年）に大鳴門橋が開通する前は、徳島県鳴門市の撫養港との間に鳴門フェリーがあり、四国と阪神を結ぶトラック輸送の動脈を担っていた。現在では鳴門の渦潮を見る遊覧船（観潮船）の発着港として多くの観光客に利用されている。その他にも貨物港と漁港としての機能があり、2008年（平成20年）の3,000t未満の内航貨物船の入港隻数は約270隻である。

## 地理
福良港は鳴門海峡から入り込んだ福良湾内にある天然の良港である。福良港内には津波防災ステーションがあり、耐候性鋼使用による錆色が特徴である。
福良湾は鳴門海峡の東側に開けており、南海地震による紀伊水道からの津波の侵入が予想されている。福良港には防潮堤や洲崎から伸びる港口防波堤が整備されているが、さらに可動式の湾口防波堤の整備などが検討されている。

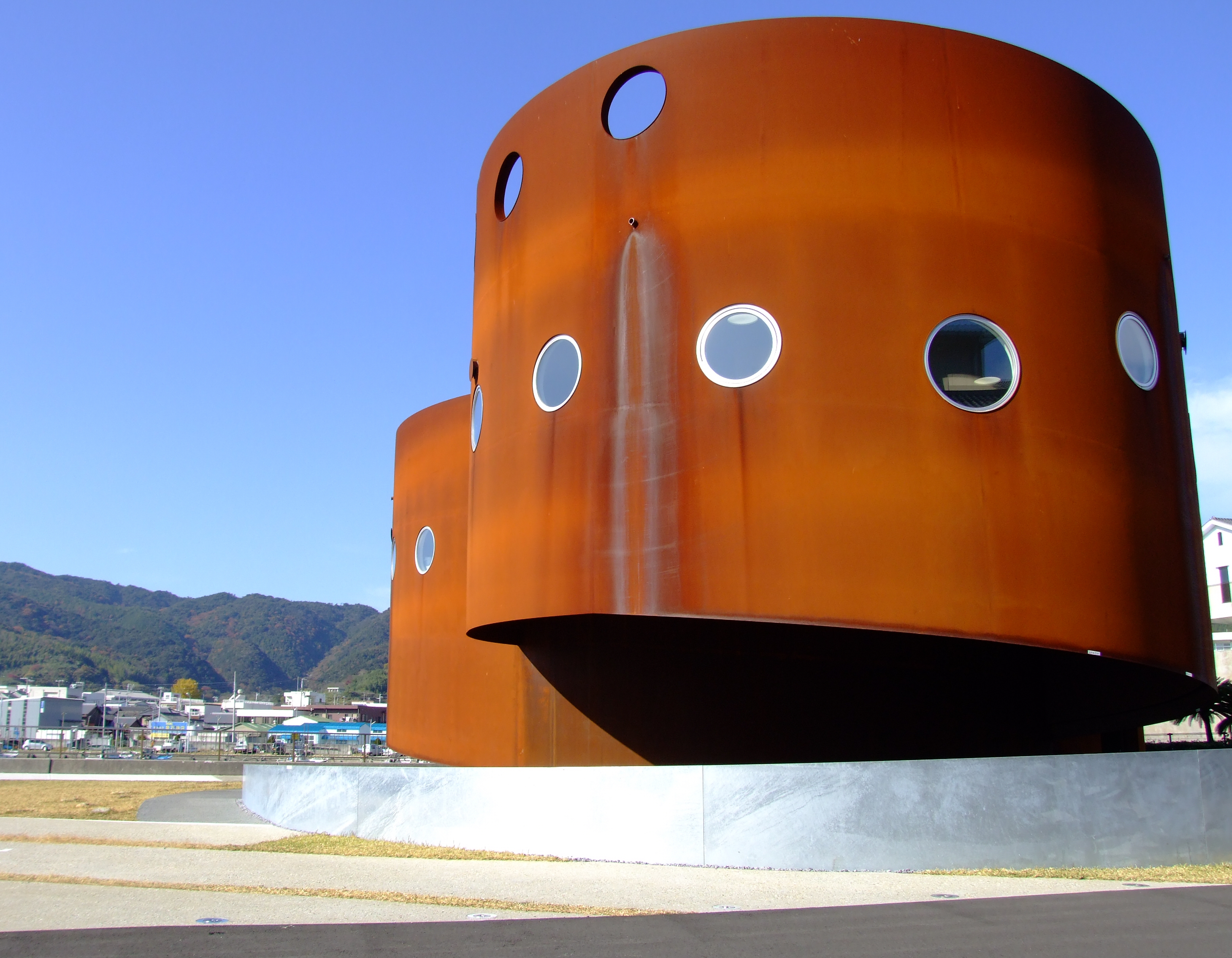
港内にある津波防災ステーション
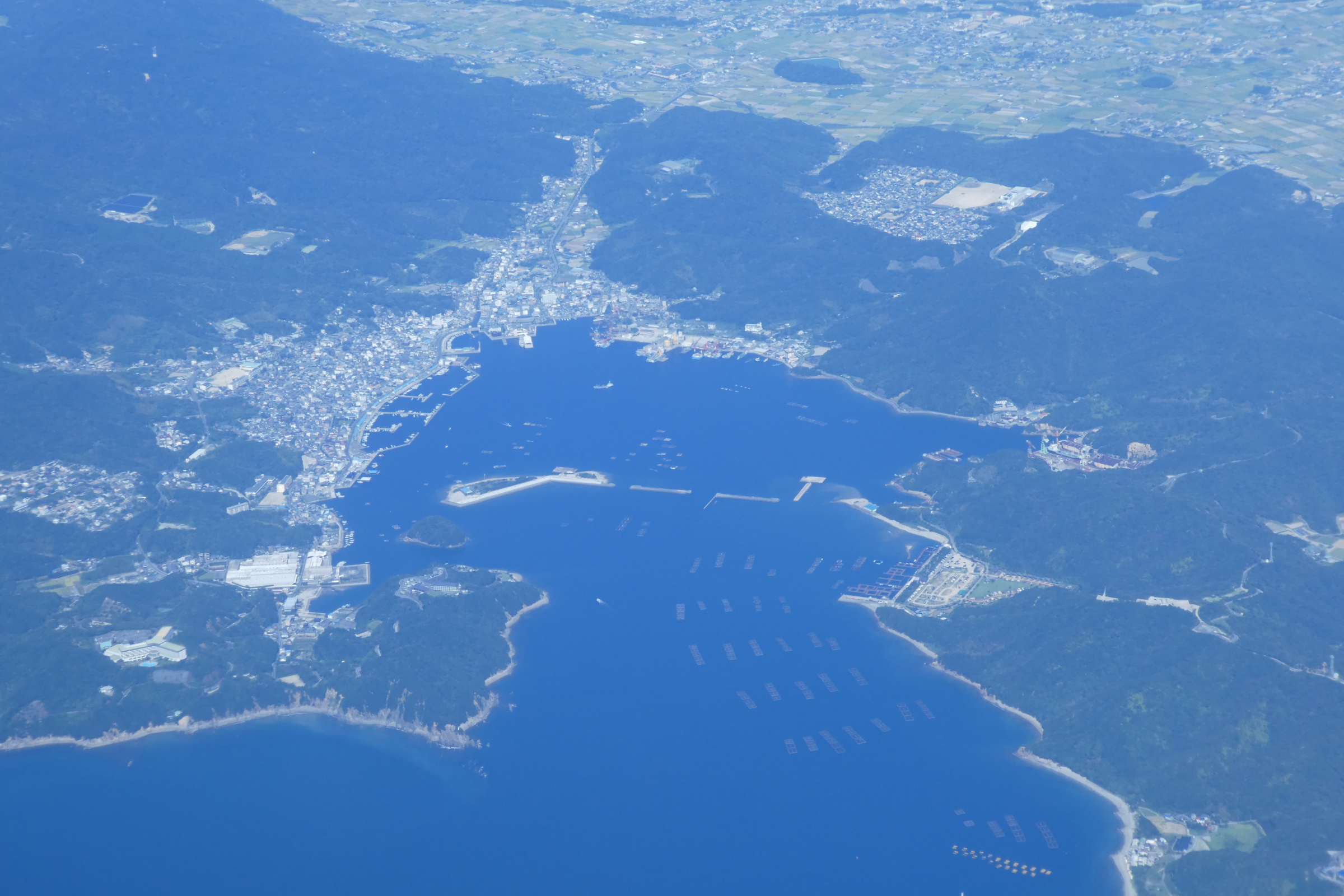
上空から見た福良湾

## 歴史

### 古代
大化2年（646年）、福良と四国の撫養の間で終日通船が始まった。南海道が整備されると、由良港とともに畿内と四国を結ぶ海上交通の要衝となった。

### 近現代

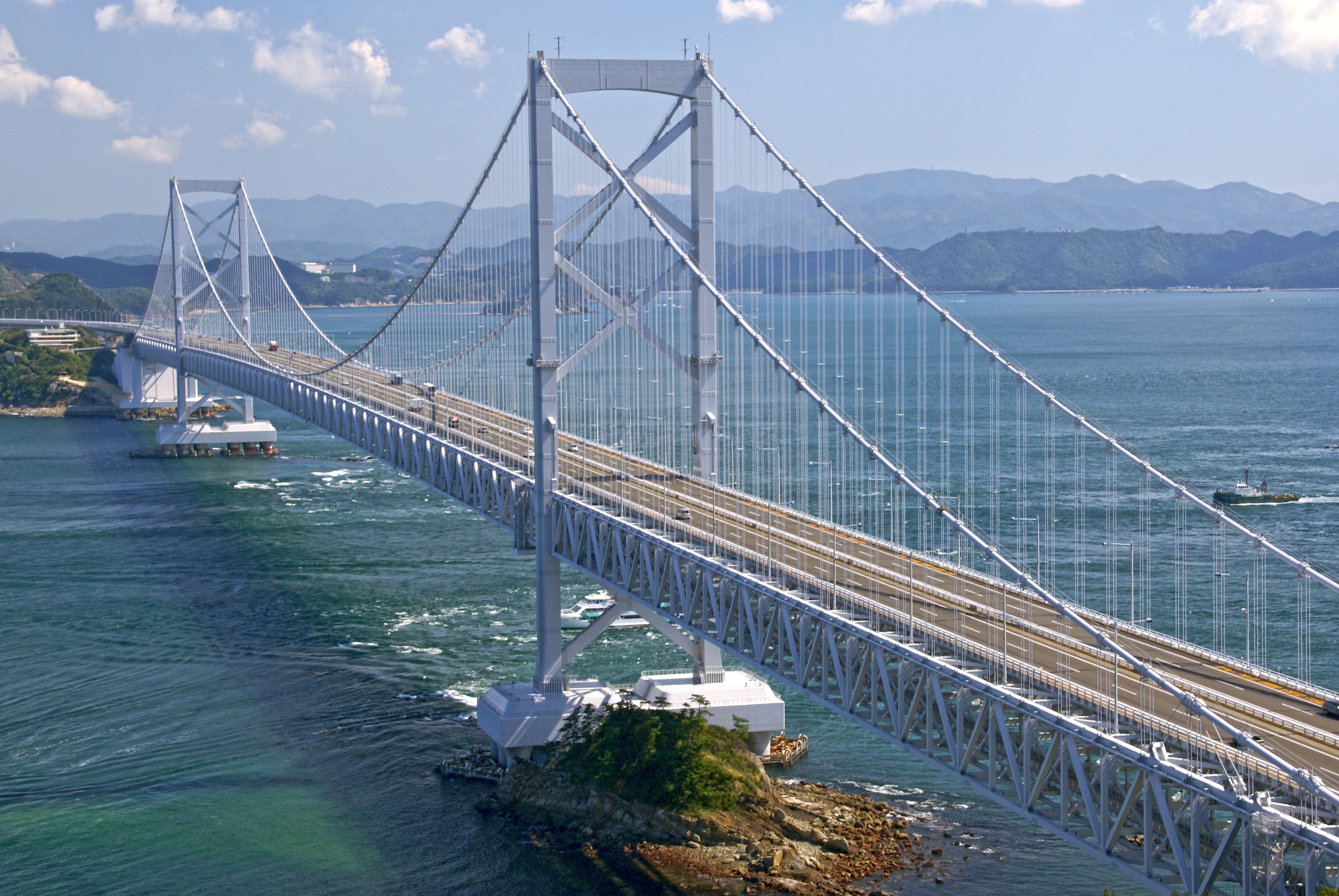
1985年開通の大鳴門橋

1882年（明治15年）、撫養港と阪神間を結ぶ汽船が福良港へ寄航するようになった。1900年（明治33年）、甲浦港と大阪港を結ぶ大阪商船（関西汽船の前身）が福良港へ寄港するようになった。1907年（明治40年）、福良港と撫養港を結ぶ福良汽船が就航した。1922年（大正11年）にはおのころ汽船と福良汽船が合併して阿淡汽船となり、1927年（昭和2年）には阿淡汽船の撫養航路が1日6便に増便された。
1954年（昭和29年）、福良港と撫養港を結ぶ徳島県営フェリー（のちの鳴門フェリー）が就航した。1963年（昭和38年）には阿淡汽船の福良湾定期遊覧船が就航した。1965年（昭和40年）には徳島港との間に福徳フェリーが就航したが、翌年に廃止されている。1978年（昭和53年）には鳴門フェリーが廃止された。1981年（昭和56年）には福良湾定期遊覧船が廃止された。

### 大鳴門橋開通後
1985年（昭和60年）6月8日、徳島県鳴門市との間に大鳴門橋が開通し、本州と四国を結ぶ本四架橋ルートの神戸淡路鳴門自動車道として供用開始された。これによって鳴門海峡で運航されるすべての定期旅客航路が廃止された。1997年（平成9年）3月31日、沼島汽船の福良線が航路休止された。
1998年（平成10年）には大鳴門橋の付け根に近い場所に道の駅うずしおがオープンした。2013年（平成25年）4月には道の駅福良がオープンした。2018年（平成30年）7月1日には福浦港や道の駅福良周辺がみなとオアシスに登録され、観光・交流拠点のみなとオアシス福良となった。

## 経済

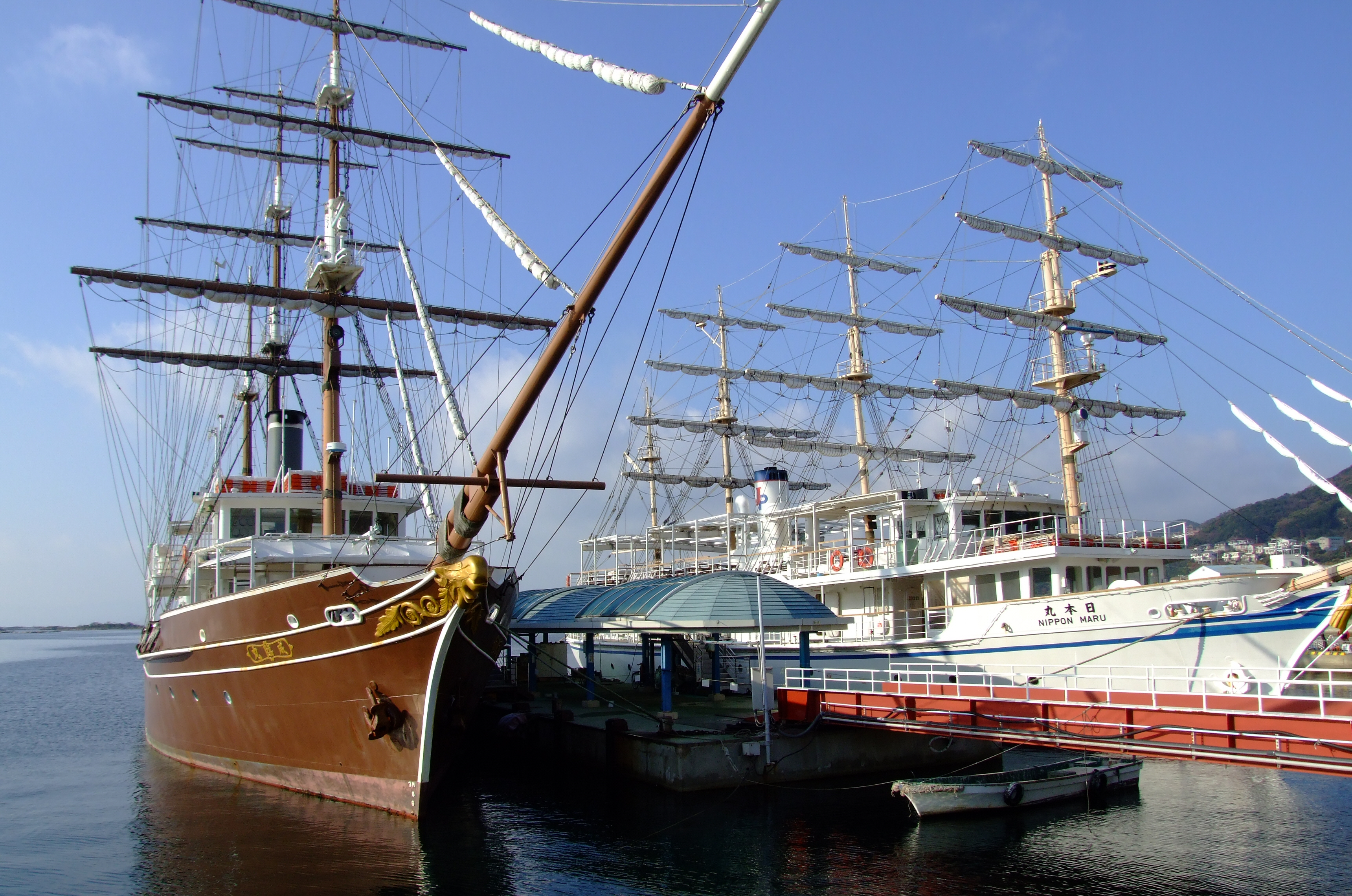
うずしおクルーズの観潮船

### 観潮船
鳴門海峡の渦潮を鑑賞する観潮船として、福良港からは400t級の帆船を模した大型遊覧船「咸臨丸」「日本丸」2隻が発着している。通常は1隻のみで一日6便であるが、多客時には2隻で一日12便となる。なお、四国の徳島県鳴門市にある亀浦港からも小型遊覧船が発着している。

### 貨物船
2008年（平成20年）の内航貨物船の入港隻数は、100トン未満のオイルタンカーが約100隻、500トン未満の砂利船が約100隻、3,000トン未満のセメント船が70隻となっている。貨物取扱量の内訳は、移入が家島などから砂利を128,000トン、苅田港などからセメントを約38,000トン、和歌山下津港から石油を約9,700トンなど、移出が尼崎西宮芦屋港ヘ砂利などを2,640トン。

## アクセス
- 洲本からバス（淡路交通）
- 国道28号
福良港が淡路島側の終点で、かつては国道28号全体としても事実上の終点だった（徳島県内区間がすべて国道11号との重複区間だったため）。
- 淡路島南インターチェンジ - 神戸淡路鳴門自動車道